# شون فليمينغ
شون فليمينغ (بالإنجليزية: Shaun Fleming)‏ مواليد 31 مايو 1987 في ويستلاك فيلاج، هو ممثل أمريكي بدأ مسيرته الفنية سنة 1996.

## الأعمال
- جيبرز كريبرز 2
- الأسد الملك 3: هاكونا ماتاتا
- أسطورة طرزان
- دامو ستحيل
- فلمور
- كينغدوم هارتس
- كينغدوم هارتس إتش دي 1.5 ريمكس

## روابط خارجية
- شون فليمينغ على موقع IMDb (الإنجليزية)
- شون فليمينغ على موقع ألو سيني (الفرنسية)
- شون فليمينغ على موقع ميوزك برينز (الإنجليزية)
- شون فليمينغ على موقع أول ميوزيك (الإنجليزية)
- شون فليمينغ على موقع ديسكوغز (الإنجليزية)
- شون فليمينغ على موقع ديسكوغز (الإنجليزية)
- شون فليمينغ على موقع ديسكوغز (الإنجليزية)
- شون فليمينغ على موقع قاعدة بيانات الفيلم (الإنجليزية)
- شون فليمينغ على موقع كينوبويسك (الروسية)